# Džefatnebti
Džefatnebti (eng. Djefatnebti; nebti = "Dve dame") je bila egipatska kraljica, žena faraona Hunija te vrlo verovatno majka kraljice Heteferes I.
Bila je baka faraona Keopsa; Heteferes je bila udata za (svog polubrata?) Snefrua, a njihovo je dete bio Keops.